# Gulstrupig hackspett
Gulstrupig hackspett (Piculus flavigula) är en fågel i familjen hackspettar inom ordningen hackspettartade fåglar.

## Utseende och läte
Gulstrupig hackspett är en medelstor hackspetet med tydligt gult i ansiktet och röd hjässa. Strupen är gul eller röd beroende på kön och underart. Ovansidan är olivgön, undersidan ljus med tydligt mörka tvärband. Hanen är röd i pannan, honan gul. Lätet är ett mycket grovt "vrahhh". 

## Utbredning och systematik
Gulstrupig hackspett förekommer i Sydamerika. Den delas in i tre underarter med följande utbredning:
- Piculus flavigula flavigula – förekommer från allra östligaste Colombia till Venezuela, Guyana och norra Amazonområdet i Brasilien
- Piculus flavigula magnus – förekommer från sydöstligaste Colombia till norra Bolivia och nordöstra Brasilien
- Piculus flavigula erythropis – förekommer i östra Brasilien

## Levnadssätt
Gulstrupig hackspett hittas i fuktiga skogar och skogsbryn i låglänta områden. Där ses den i skogens mellersta och övre skikt, ofta som en del av kringvandrande artblandade flockar.

## Status och hot
Arten har ett stort utbredningsområde, men tros minska i antal, dock inte tillräckligt kraftigt för att den ska betraktas som hotad. Internationella naturvårdsunionen IUCN listar arten som livskraftig (LC).